# Aïn Ben Beida
Aïn Ben Beida (em árabe: عين بن بيضاء) é uma cidade e comuna localizada na província de Guelma, Argélia. De acordo com o censo de 2008, a população total da cidade era de 9 492 habitantes.